# Igreja de São Romão de Arões
A Igreja de São Romão de Arões localiza-se na freguesia de São Romão de Arões, município de Fafe, distrito de Braga, em Portugal.
Com uma estrutura simples e despojada, é um exemplar típico do românico português.[carece de fontes?]
A Igreja de São Romão de Arões encontra-se classificada como Monumento Nacional desde 1927.

## História
No tímpano lateral sul da Igreja existe uma inscrição em latim onde figuram dois nomes próprios e uma data. A data refere-se ao dia 22 do mês de Março da Era de César de 1275 - que corresponde ao ano de 1237 da Era Cristã - e refere provavelmente a data de sagração. Os nomes da inscrição são os do abade de Arões D. Gomes de Freitas e do arcebispo de Braga, D. Silvestre Godinho. 
Ao longo dos anos, o monumento sofreu diversas alterações que o afastaram da sua forma primitiva. Existem, porém, elementos informativos que nos permitem depreender a sua estrutura no século XVIII. Era, portanto, um templo robusto, com luz escassa, sem torre sineira e sacristia. Teria uma nave apenas e a capela-mor, separada por um arco triunfal ornamentado.
No período Barroco, o enriquecimento do país e da região e as investidas da contrarreforma, tiveram também como consequência a construção, ampliação e beneficiação de igrejas paroquiais. A Igreja de S. Romão de Arões não fugiu à regra. No início do século, parte da sua estrutura teria sido alterada sobretudo no interior, com a edificação de um teto de caixotões sobre a nave e a execução dos altares laterais em talha. Em 26 de Maio de 1777, deu-se a obra de construção do novo cofre (uma espécie de sacristia), posta em prática pelo mestre pedreiro Miguel Pereira de Carvalho. Em Setembro de 1786, foi encomendada a obra de uma torre sineira ao mestre pedreiro João Nogueira. Um ano depois, celebrou-se o contrato de execução de uma abertura de uma fresta na fachada principal, de forma a permitir a entrada de luz, tendo sido reaberta ao culto em 1935 .

## Arquitetura
Embora a Igreja de São Romão de Arões seja tipicamente românica, podemos encontrar nela laivos de características góticas e barrocas, fruto das alterações que sofreu ao longo da sua história. Assim sendo, é uma Igreja paroquial de planta longitudinal, com nave coberta abóbada de madeira, barroca, com caixotões pintados com arabescos e putti e capela-mor abobadada. Apresenta 2 fases de construção, de molduração mais pobre na 2ª fase. A capela-mor mostra já indícios góticos, podendo ter sido feita por cima de um corpo mais antigo. Tem capitéis ornamentados com motivos românicos semelhantes aos da Igreja de Rates e retábulos colaterais de estilo barroco nacional. 
A planta é composta por uma nave única e capela-mor retangulares, como quase todas as demais igrejas românicas construídas nas zonas rurais do país.. Os volumes são escalonados e têm coberturas diferenciadas em telhados de 2 águas. A fachada principal é simples, com uma sineira lateral de duas campanas. O portal axial é envolvido por uma arcada lisa e um tímpano com o Agnus Dei esculpido, encimado por uma fresta. O tímpano do portal lateral sul apresenta uma inscrição onde se diz que a igreja foi consagrada pelo arcebispo de Braga, D. Silvestre e pelo abade D. Gomes, no ano de 1237. A cornija assenta em cachorrada com modilhões esculpidos de motivos zoomórficos. A cabeceira mostra, pelo exterior, profundas arcadas cegas, quase contrafortes. 
O interior da nave é coberto por um teto de caixotões com pinturas. O arco triunfal tem arquivoltas quebradas assentes em capitéis ornados com motivos românicos como aves bebendo num vaso comum e animais devorantes. A capela-mor é coberta de abóbada de pedra quebrada, que um arco toral divide em dois tramos. Apresenta frisos decorados com enxaquetados, palmetas e temas lanceolados. Contém vestígios de pintura mural e altares laterais de talha. Nas obras de restauro dos anos 40, apareceram numerosos restos do primitivo portal principal como cabeças de animal. O coro, pouco desenvolvido e localizado no fundo da igreja, representa aqui mais a função de albergar os fiéis do  que de uma cultura arquitetónica.
A luminosidade interior é ténue e a luz do dia entra unicamente por algumas frestas, todas à mesma altura, bastante estreitas, tipo vigias.
Em relação à sua estrutura, os contrafortes são utilizados onde se exerce maior peso: na capela-mor, que é abobadada. As abóbadas pesadas das igrejas românicas exerciam grandes pressões e, para garantir a solidez do edifício, eram necessárias colunas maciças e paredes muito espessas, em que apenas se podiam fazer coberturas estreitas, situadas obrigatoriamente acima dos pontos de apoio, que deviam ser reforçados também a partir do exterior, por poderosos contrafortes. Lateralmente, as arcadas cegas, pelo seu aspecto pesado e profundo, desempenham a função de contrafortes. No corpo da nave a segunda linha de contrafortes fica-se pelo arranque, precisamente no mesmo ponto onde há uma diferença no aparelho da pedra.